# Bayview (comté de Contra Costa, Californie)
Pour les articles homonymes, voir Bayview.
Bayview est une census-designated place du comté de Contra Costa, dans l'État de Californie, aux États-Unis,. En 2020, elle compte une population de 1 782 habitants.